# Vicei Natália
Vicei Natália (Zenta, 1965. június 16. –) Jászai Mari-díjas vajdasági magyar színésznő. 

## Életpályája
1965-ben született a vajdasági Zentán. 1989-ben diplomázott az Újvidéki Művészeti Akadémián. 1999-ig az Újvidéki Színház együttesének volt tagja. 1999-től a Szabadkai Népszínház társulatának színésznője.

## Filmes és televíziós szerepei
- Álom hava (2017)
- Bolygótűz (2003)

## Díjai és kitüntetései
- Jászai Mari-díj (2011)
- Pataki Gyűrű-díj (2014)[4]